# Bastian Braig
Bastian Braig (* 8. Mai 1979 in Böblingen) ist ein deutscher Schauspieler und Produzent.

## Leben und Wirken
Bastian Braig ist der Sohn von Albin Braig. Als schwäbischer Mundartschauspieler gehörte er zum Ensemble der Komede-Scheuer der Mäulesmühle in Leinfelden-Echterdingen. Von 2009 bis 2010 spielte er in der Serie Laible und Frisch die Rolle des Christian Stammer.
Zusammen mit Frieder Scheiffele und Sebastian Feld gründete er 2008 das Produktionsunternehmen Schwabenlandfilm, das die Serie Laible und Frisch produzierte.
Er ist Geschäftsführer des Unternehmens Braig Productions Film- und Fernsehproduktionen, das Aufführungen von Hannes und der Bürgermeister in der Stadthalle Leonberg für den Südwestrundfunk produzierte und aufzeichnete.